# Demjén Patrik
Demjén Patrik (Esztergom, 1998. március 22. –) korosztályos magyar válogatott labdarúgó, az MTK Budapest játékosa.

## Pályafutása

### Klubcsapatokban
A labdarúgás alapjaival Pilismaróton ismerkedett meg, ahová 2003-ban került. Utánpótlás játékosként megfordult Esztergomon, Újpesten és a Dalnoki Jenő Labdarúgó-akadémián. Ezt követően szerződtette az MTK, ahol többnyire az NB III-ban szereplő tartalékcsapatban kapott lehetőséget. A fővárosi kék-fehérek a 2016-17-es szezon tavaszi részére kölcsönadták az NB II-es Dorogi FC-nek. 2018 januárjában kölcsönbe a Budaörsi SC-hez került a szezon hátralevő részére. A tavaszi szezonban 11 bajnokin védte a Budaörs kapuját, amely a következő szezonra is kölcsönvette Demjént az MTK-tól. A 2018-2019-es másodosztályú bajnokságban 36 bajnokin állt a Budaörs kapujában. A szezon végén visszatért az MTK-hoz, azonban szerződését nem hosszabbították meg, Demjén pedig négy évre aláírt az élvonalba feljutó Zalaegerszegi TE csapatához.
2022. szeptember 2-án játszotta a 100. bajnoki mérkőzését a ZTE színeiben, a Mezőkövesd ellen 5–0-ra megnyert találkozón tizenegyest is hárított.
2023. június 12-én bejelentették, hogy újra az MTK Budapest játékosa lesz 3 évig.

### A válogatottban
A magyar U20-as válogatott tagjaként részt vett a 2015-ös U20-as labdarúgó-világbajnokságon.
2023. március 14-én meghívót kapott Marco Rossi szövetségi kapitánytól az Észtország elleni barátságos mérkőzésre, és a Bulgária elleni Európa-bajnoki selejtezőre.

## Sikerei, díjai
MTK Budapest
- NB II-es bajnok: 2017–18

 Zalaegerszegi TE
- Magyar kupagyőztes: 2022–23